# Oberlandesgericht Stuttgart

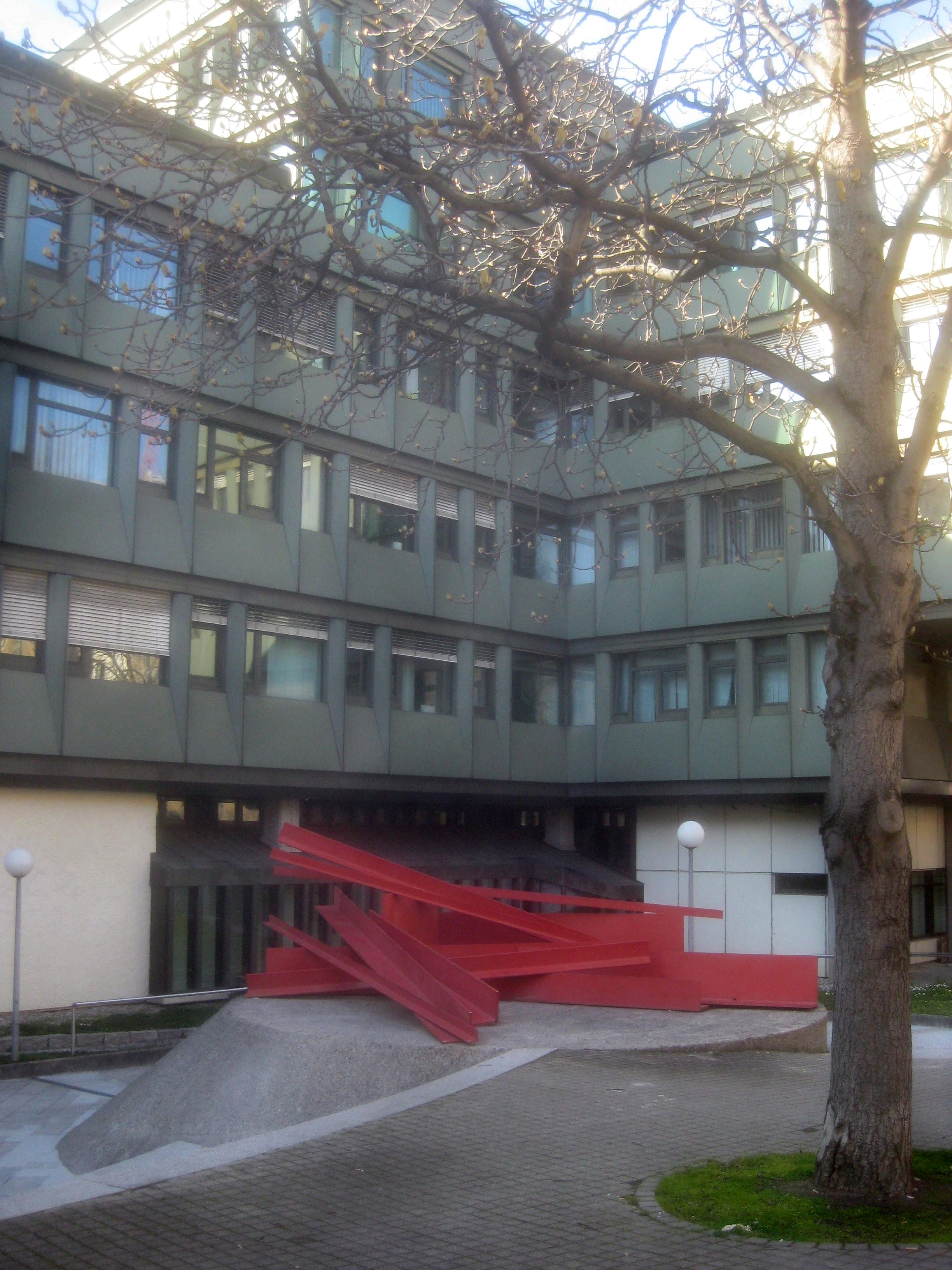
Oberlandesgericht Stuttgart, Fassade an der Olgastraße 2 (Ausschnitt) mit Skulptur von Christoph Freimann

Das Oberlandesgericht Stuttgart (OLG Stuttgart) ist ein Gericht der ordentlichen Gerichtsbarkeit und eines der zwei Oberlandesgerichte des Landes Baden-Württemberg. Der Gerichtsbezirk des Oberlandesgerichts umfasst ungefähr den früher württembergischen Teil des Landes. Das Oberlandesgericht ist als Berufungs- und Beschwerdeinstanz zuständig für Zivil- und Familiensachen, als Revisions- und Beschwerdeinstanz in Strafsachen sowie als Beschwerdeinstanz für Angelegenheiten der Freiwilligen Gerichtsbarkeit. Präsident ist seit 2023 Andreas Singer.

## Gericht
Das Oberlandesgericht Stuttgart und das Oberlandesgericht Karlsruhe sind die beiden obersten Landesgerichte der ordentlichen Gerichtsbarkeit des Landes Baden-Württemberg. Sie sind dem Bundesgerichtshof untergeordnet.

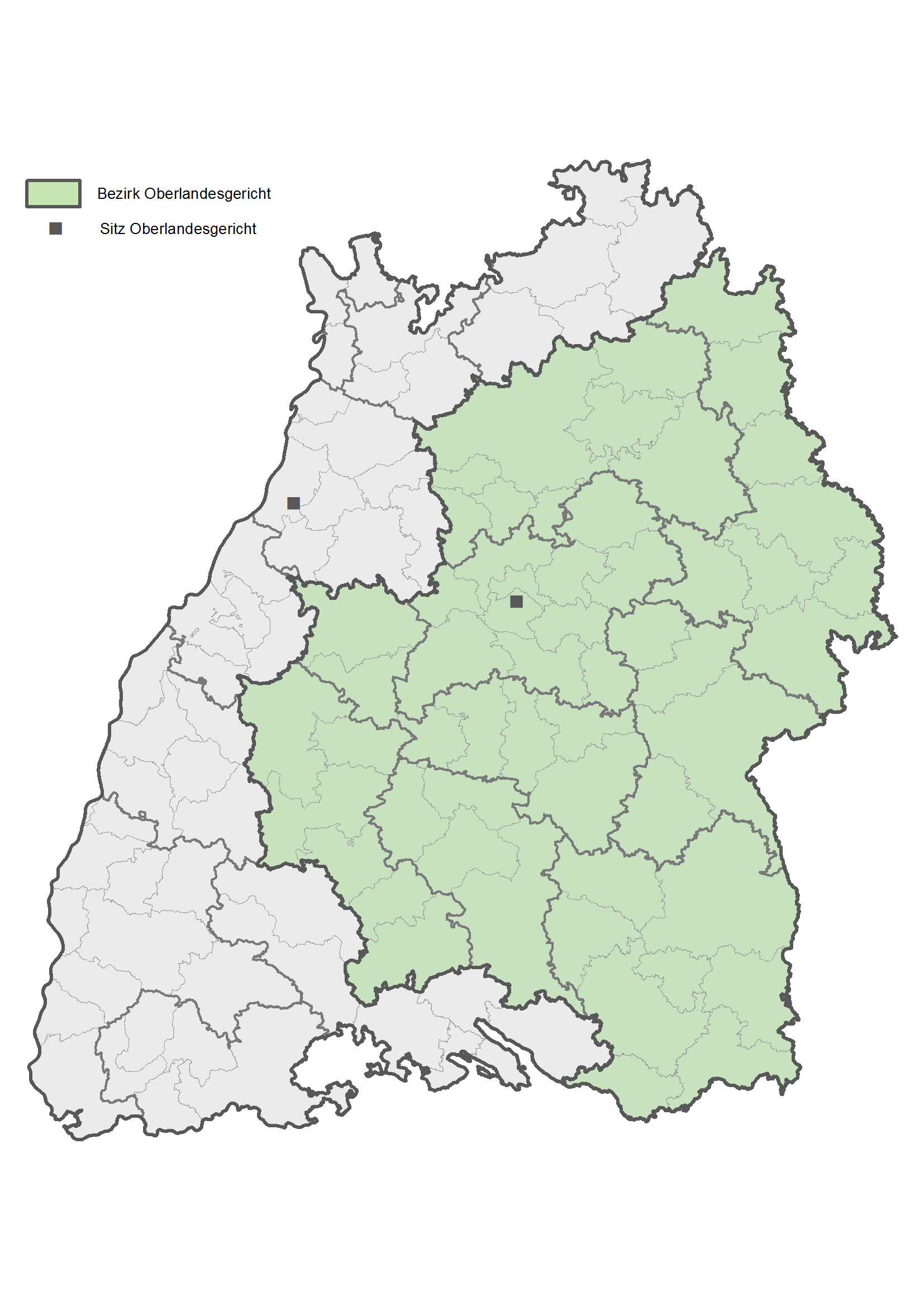
Karte des Oberlandesgerichtsbezirks Stuttgart in Baden-Württemberg

Der Gerichtsbezirk des Oberlandesgerichts Stuttgart, das seinen Sitz in Stuttgart hat, entspricht größtenteils den ehemals hauptsächlich württembergisches Gebiet umfassenden Regierungsbezirken Stuttgart und Tübingen. Zu dem Gerichtsbezirk gehören die acht Landgerichte Ellwangen, Hechingen, Heilbronn, Ravensburg, Rottweil, Stuttgart, Tübingen und Ulm mit den ihnen nachgeordneten Amtsgerichten. Im Bezirk des Oberlandesgerichts sind 9.674 Rechtsanwälte und Syndikusrechtsanwälte zugelassen (Stand: 1. Januar 2023).
Für Strafsachen, die in der Gerichtsbarkeit des Bundes liegen, ist das Oberlandesgericht Stuttgart für das gesamte Land Baden-Württemberg zuständig.
Das Oberlandesgericht ist nach dem Gerichtsverfassungsgesetz vor allem zuständig als Berufungs- und Beschwerdeinstanz für Zivil- und Familiensachen, als Revisions- und Beschwerdeinstanz in Strafsachen sowie als Beschwerdeinstanz für Angelegenheiten der Freiwilligen Gerichtsbarkeit. Seit 2015 gibt es auch einen Staatsschutzsenat. Der Dienstvorstand des Oberlandesgerichts ist eine Präsidentin oder ein Präsident. Das von allen Richtern des Gerichts gewählte Präsidium legt jährlich im Voraus im Geschäftsverteilungsplan die Zuweisung der anstehenden Verfahren an einen der Senate fest.

## Gebäude

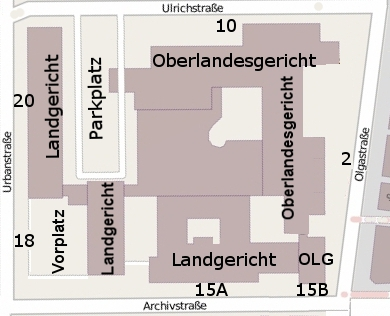
Plan des Stuttgarter Justizviertels

Das Oberlandesgericht befindet sich im Stuttgarter Justizviertel an der Olgastraße 2 und der Ulrichstraße 10.
Das Stuttgarter Justizviertel (oder Gerichtsviertel) mit dem Oberlandesgericht und dem Landgericht befindet sich in dem Geviert zwischen Olgastraße und Urbanstraße bzw. Ulrichstraße und Archivstraße. Hier befand sich das Justizgebäude, das 1879 errichtet und 1944 zerstört wurde (siehe Geschichte, Kaiserreich und Weimarer Republik). In ihm waren das Oberlandesgericht und das Landgericht gemeinsam untergebracht.
Nach dem Zweiten Weltkrieg musste sich das Oberlandesgericht mit anderen Stuttgarter Gerichten in die erhalten gebliebenen Bauten in der Ulrichstraße, Archivstraße und Olgastraße behelfsmäßig teilen. Von 1950 bis 1953 wurde für das Oberlandesgericht das neunstöckige Hochhaus an der Ecke Urbanstraße 18 und Archivstraße („Turm der Gerechtigkeit“) erbaut und für das Landgericht von 1954 bis 1956 der sechsstöckige Langbau an der Urbanstraße 20. 1982 bezog das Oberlandesgericht einen Neubau an der Olgastraße 2 und Ulrichstraße 10 und überließ das Hochhaus dem Landgericht. Das neue Gebäude enthält außer den Räumen des Oberlandesgerichts:
- 18 Gerichtssäle, die von Oberlandesgericht und Landgericht gemeinsam genutzt werden,
- die Verwaltungsabteilung,
- den Verfassungsgerichtshof,
- den Anwaltsgerichtshof
- und den Dienstgerichtshof für Richter.

Die Bibliothek des Oberlandesgerichts ist in dem 2001 eröffneten Gebäude Archivstraße 15B an der Ecke zur Olgastraße untergebracht. Zum Oberlandesgericht Stuttgart gehört auch das Mehrzweckgebäude des Oberlandesgerichts auf dem Gelände der Justizvollzugsanstalt in Stuttgart-Stammheim, in dem Verfahren mit besonderer Gefährdungslage stattfinden.

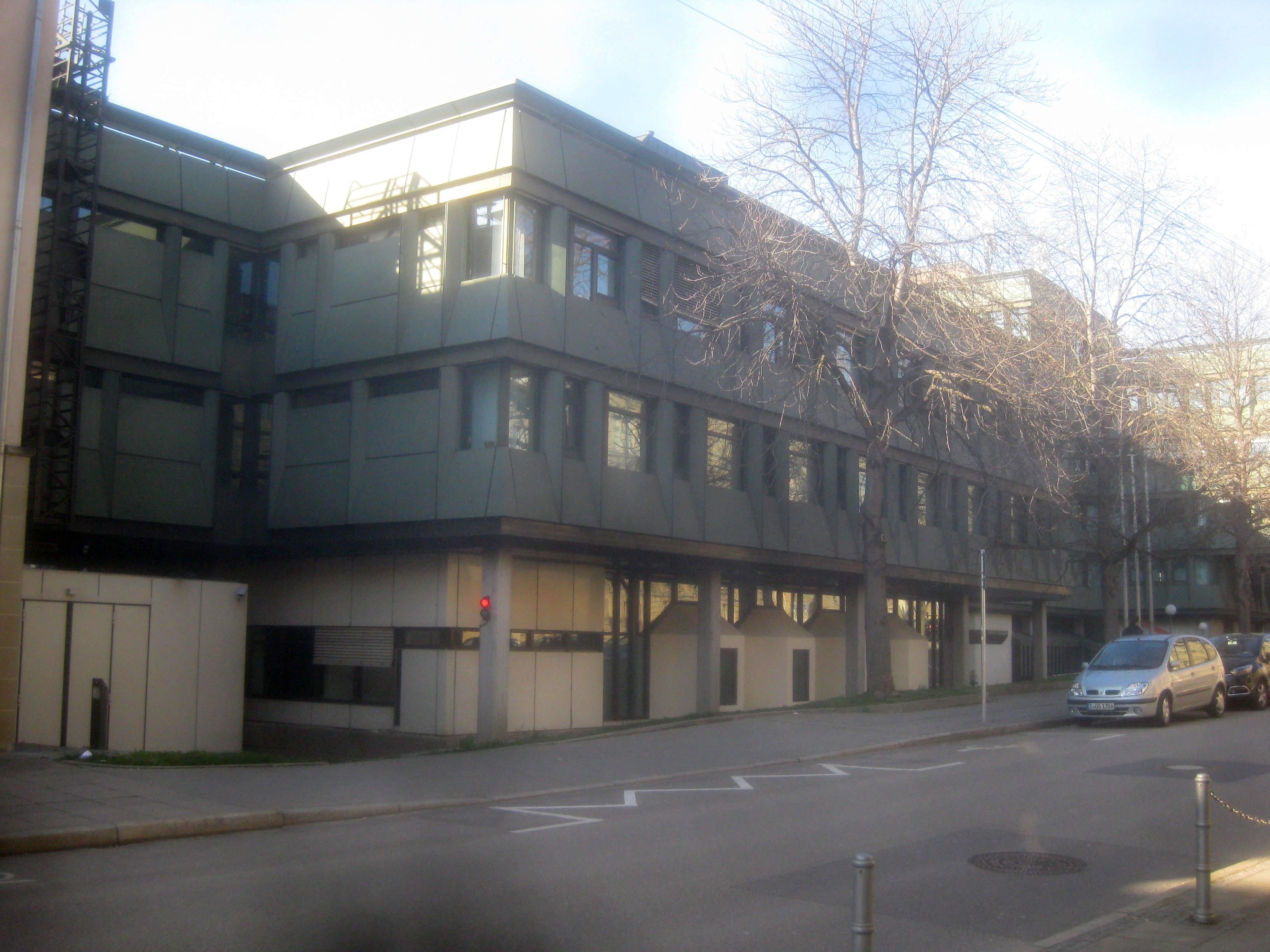
Oberlandesgericht, Fassade Olgastraße 2
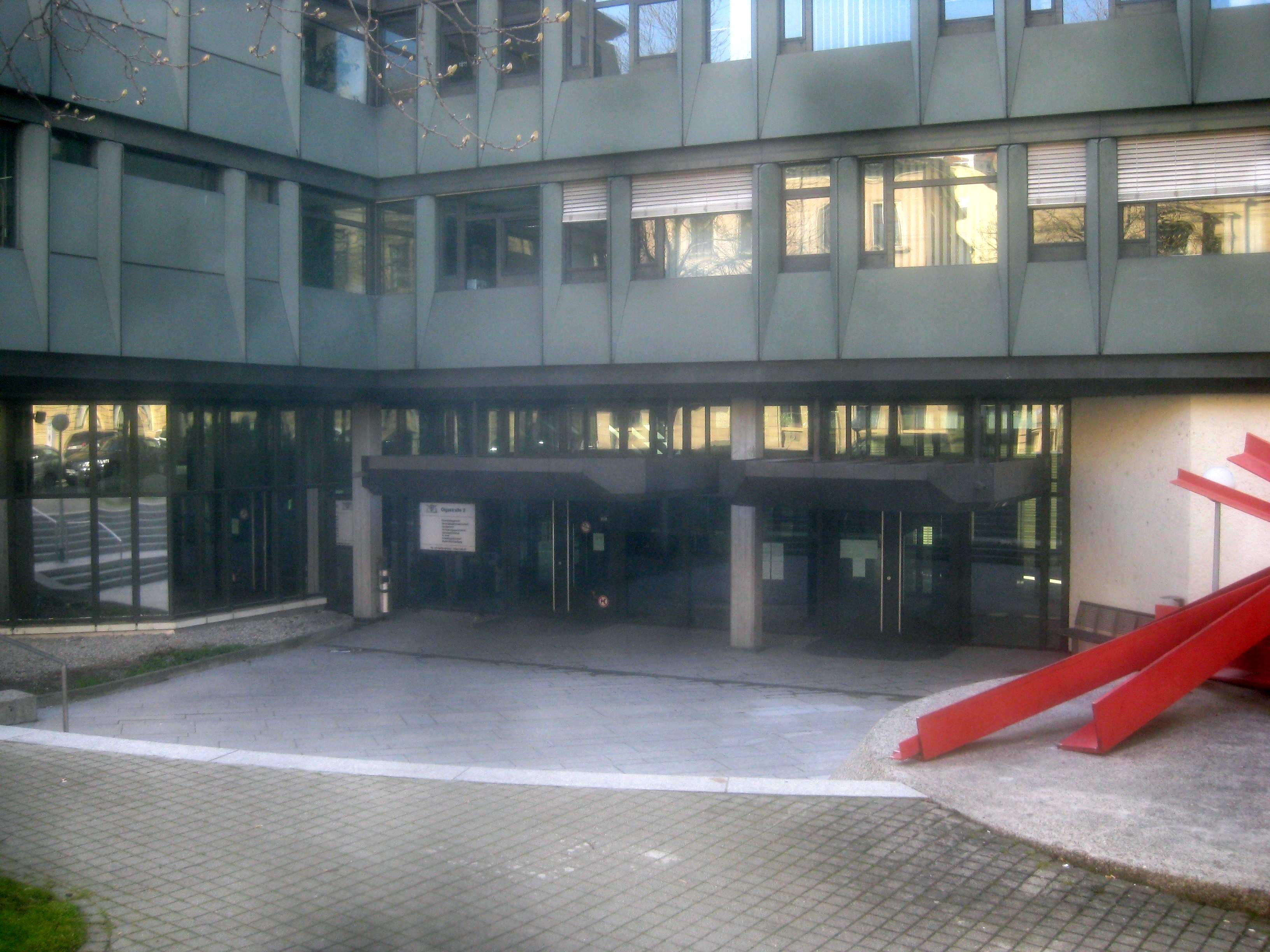
Eingang des Oberlandesgerichts an der Olgastraße 2
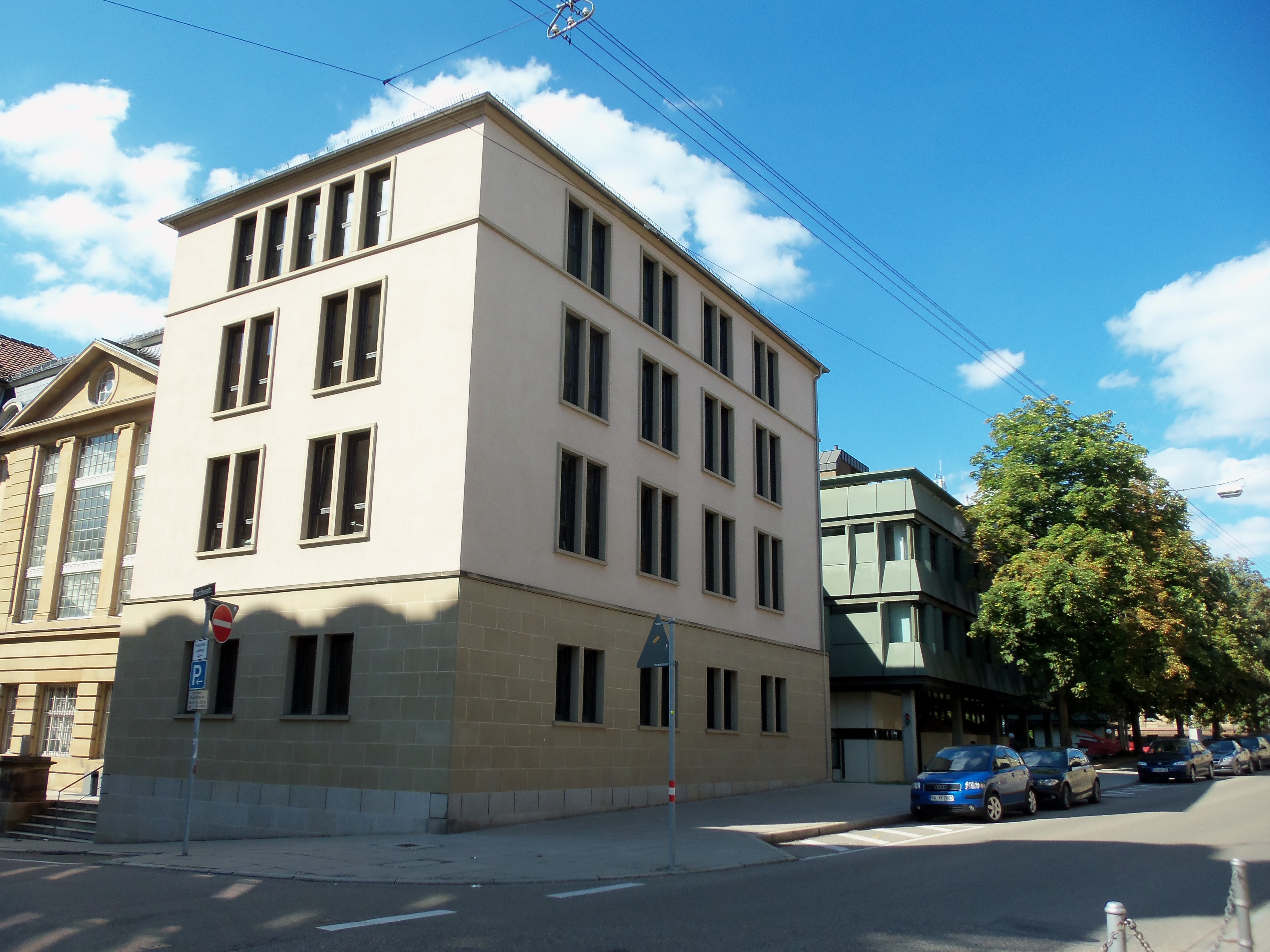
Bibliothek des Oberlandesgerichts

## Kunst am Bau
Auf dem Vorplatz des Landgerichts Stuttgart, das auf der anderen Seite des Justizviertels liegt, befinden sich drei Kunstwerke, die sich auf beide Gerichte beziehen (siehe Landgericht Stuttgart, Kunst am Bau).
- 1953 wurde der Bau des Hochhauses vollendet. Rechts von dem heute zugemauerten Haupteingang wurde an der Fassade das Hochrelief „Der Schwur“ angebracht (das Hochhaus beherbergte bis 1982 das Oberlandesgericht).
- 1956 wurde das Langhaus des Landgerichts fertiggestellt. In der Mitte des Vorplatzes zwischen Langhaus und Hochhaus wurde im gleichen Jahr die Verfassungssäule errichtet.
- Im Jahr 1994, fast ein halbes Jahrhundert nach dem Ende des Zweiten Weltkrieges, wurde das sogenannte Mahnmal eingeweiht, ein unscheinbares Inschriftenband, das an die NS-Verbrechen des Oberlandesgerichts, des Landgerichts und des Sondergerichts Stuttgart erinnern sollte.

### „12 Kanten“

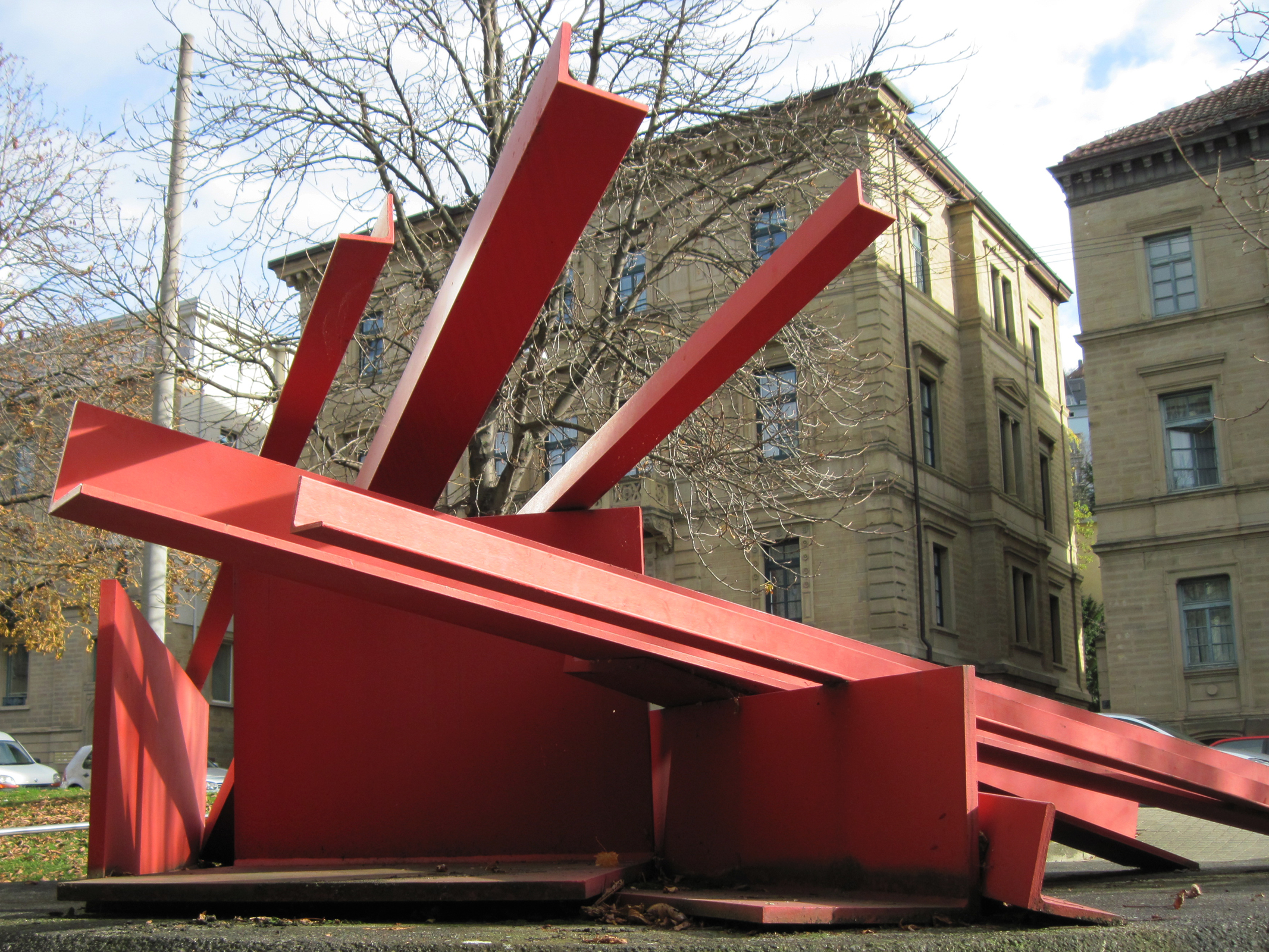
„12 Kanten“ von Christoph Freimann (siehe auch #Titelbild)

Vor dem Gebäude des Oberlandesgerichts an der Olgastraße 2 ruht auf einem runden, konischen Betonsockel, der schief aus dem Boden herauswächst, die abstrakte Skulptur „12 Kanten“ des Stuttgarter Bildhauers Christoph Freimann. Die 1981 geschaffene Skulptur wurde 1982, nach der Errichtung des Neubaus des Oberlandesgerichts, auf dem Eingangsplatz installiert, an dessen Gestaltung der Künstler beteiligt war. 12 L-förmige Winkeleisen unterschiedlicher Länge, Stärke und Schenkelbreite, die durch Zerlegung eines Quadergerüsts entstanden sein könnten, sind wie Mikadostäbe kreuz und quer über- und untereinander geschichtet. Die rote Lackierung der Winkeleisen bildet einen von dem Künstler gewollten Kontrast zu der dunkelgrünen Fassade des Gebäudes. Die Wahl der Farbe, „ein feuriges Signalrot, steigert den expressivwiderspenstigen Charakter seiner Werke, den Ausdruck gespeicherter Energie, die Wirkung freizügiger Ordnung.“
Christoph Freimann trat 1977 zum ersten Mal mit seinem Thema der „12 Kanten“, das er seitdem vielfach variiert hat, an die Öffentlichkeit. Die Skulptur befindet sich heute im Stadtgarten und besteht aus den unlackierten Kanten eines gedachten Quaders, dessen Teile scheinbar wahllos auf der Wiese herumstehen und -liegen.

### „Die Auseinandersetzung“

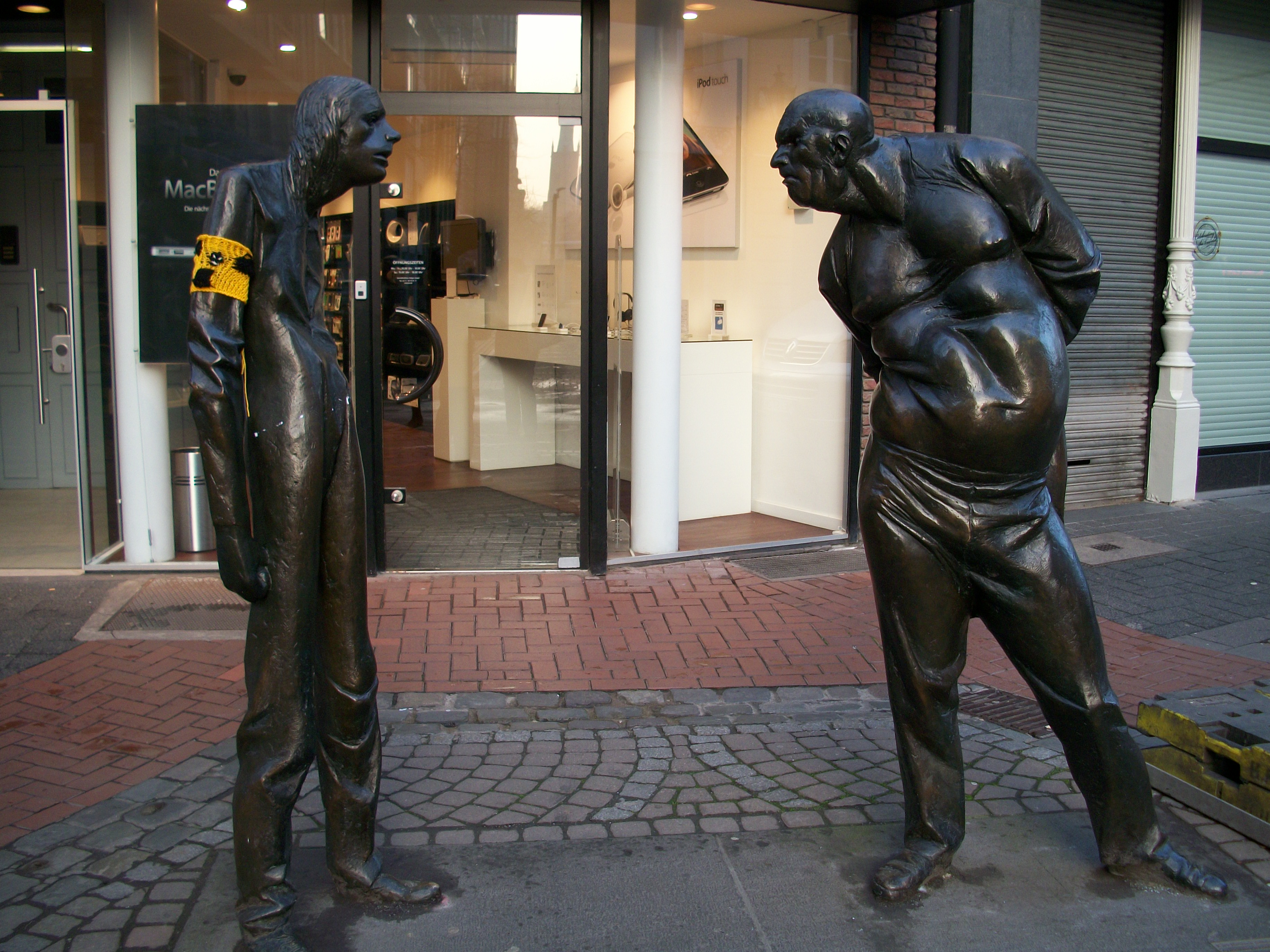
„Auseinandersetzung“ von Karl-Henning Seemann, Düsseldorfer Abguss

Im begrünten Innenhof des Oberlandesgerichts befindet sich an der Ulrichstraße 10 die zweiteilige Bronzeskulptur „Die Auseinandersetzung“ des Löchgauer Bildhauers Karl-Henning Seemann. Die 1975 bis 1976 entstandene Plastik zeichnet drastisch zwei lebensgroße Männerfiguren, einen hageren, schwächlichen Hungerleider und einen halbnackten Kraftprotz, der jenem bedrohlich auf die Pelle rückt. Die beiden Gestalten scheinen einen Gôgen-Witz zu illustrieren, bei dem zwei Tübinger, ein derber Weinbauer (Gôg) und ein vergeistigter Professor, in heftigen Streit geraten:
Ein Tübinger Professor läuft auf einem Fußweg, der zur Zeit der Weinlese für Unbefugte verboten ist. – Ein Gôg ruft ihm zu: „Machschd, dass d’ aus meim Wengert raus kommschd, du Siach, oder i hau dr d’ Laif a’, dass d’ uf de Schdompa hoimgraddla muaschd.“ Der Professor: „Ach entschuldigen Sie, ich habe das Verbot übersehen.“ Wengerter: „Drom sait mr’s jo au em Guada.“
Von der Skulptur „Die Auseinandersetzung“ sind noch in mehreren anderen deutschen Städten Abgüsse aufgestellt, so in Braunschweig, Düsseldorf, Tübingen und Weikersheim.

## Geschichte
Die Geschichte des Oberlandesgerichts Stuttgart geht bis in das Jahr 1460 zurück. Unter den Württemberger Grafen und Herzögen bestand von 1460 bis 1805 das Württembergische Hofgericht, dem unter Friedrich II. das Oberappellationstribunal und unter Wilhelm I. das Obertribunal folgten. Nach der Gründung des Deutschen Reichs wurde 1879 das Oberlandesgericht Stuttgart eingesetzt, das in dieser Form bis heute Bestand hat.

### Württembergisches Hofgericht
Das im Jahre 1460 erstmals urkundlich erwähnte Württembergische Hofgericht war ein Appellationsgericht der württembergischen Grafen und Herzöge. Das Gericht hatte ursprünglich keinen festen Sitz, sondern tagte an dem Ort, an dem der Landesherr gerade Hof hielt. Im Tübinger Vertrag verfügte Herzog Ulrich von Württemberg im Jahr 1514 einen festen Gerichtssitz in Tübingen, wo das Gericht seine Sitzungen im Rathaus abhielt. Auf der Grundlage der 1514 neu gefassten und später mehrmals reformierten Hofgerichtsordnung war es bis 1806 als Appellationsgericht für die württembergischen Lande tätig.

### Oberappellationstribunal
Durch den Reichsdeputationshauptschluss wurde Württemberg 1803 zum Kurfürstentum erhoben. Damit war das Privileg verbunden, dass gegen Urteile der württembergischen Gerichte nicht mehr an das Reichskammergericht appelliert werden konnte. Im Gegenzug benötigte das Kurfürstentum ein eigenes oberstes Rechtsmittelgericht. Herzog Friedrich II. ordnete deshalb 1805 an, das Oberhofgericht als ständiges Gericht zu konstituieren und in die Residenzstadt Stuttgart zu verlegen. Die Zuständigkeit des so geschaffenen Oberappellationstribunals wurden nach der Erhöhung Württembergs zum Königreich 1806 neu geregelt. Sie beschränkte sich auf Zivilsachen, in Strafsachen war keine Berufung möglich. Die beschlossene Verlegung des Gerichtssitzes von Tübingen nach Stuttgart unterblieb jedoch zunächst.

### Obertribunal
1817 wurde das württembergische Justizwesen unter König Wilhelm I. erneut reformiert und das Obertribunal mit Sitz in Stuttgart konstituiert. Das bisherige Oberappellationstribunal wurde durch einen Zivilsenat ersetzt und um einen Strafsenat als Appellationsinstanz in Strafsachen erweitert. Zeitweise war das Obertribunal durch Staatsvertrag auch für die Fürstentümer Hohenzollern-Hechingen und Hohenzollern-Sigmaringen zuständig. Dieser Zustand endete 1850 mit dem Anschluss dieser Staaten an Preußen.

### Kaiserreich und Weimarer Republik
Am 1. Oktober 1879 traten die Reichsjustizgesetze in Kraft, darunter das Gerichtsverfassungsgesetz vom 27. Januar 1877 und das württembergische Ausführungsgesetz vom 24. Januar 1879, die unter anderem den Aufbau des Gerichtswesens regelten. Im Rahmen dieser Reformen wurde das bisherige Obertribunal durch das Oberlandesgericht Stuttgart abgelöst. Der Gerichtsbezirk umfasste die württembergischen Landgerichtsbezirke Ellwangen, Hall, Heilbronn, Ravensburg, Rottweil, Stuttgart, Tübingen und Ulm.

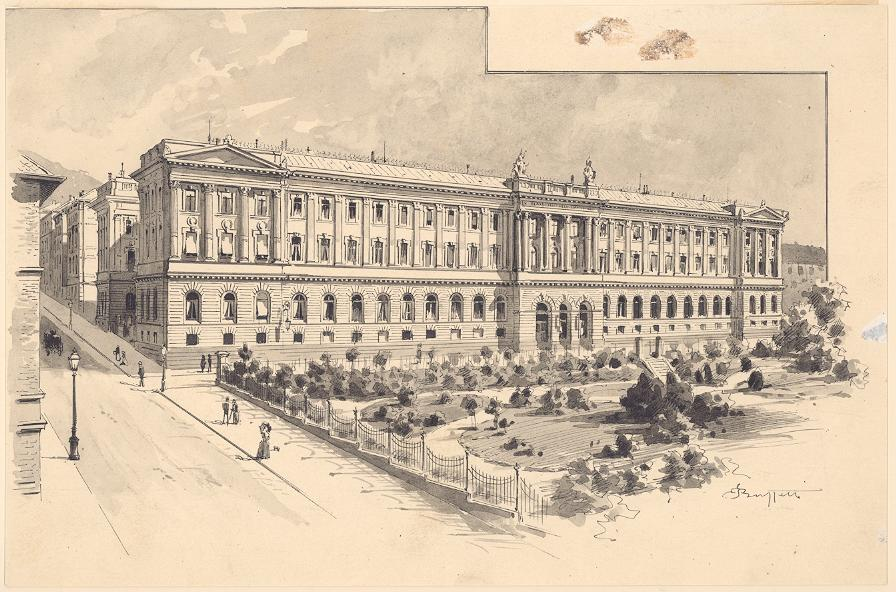
Justizgebäude, 1879–1944, Ecke Urbanstraße (links) / Archivstraße, Sepiazeichnung 1879
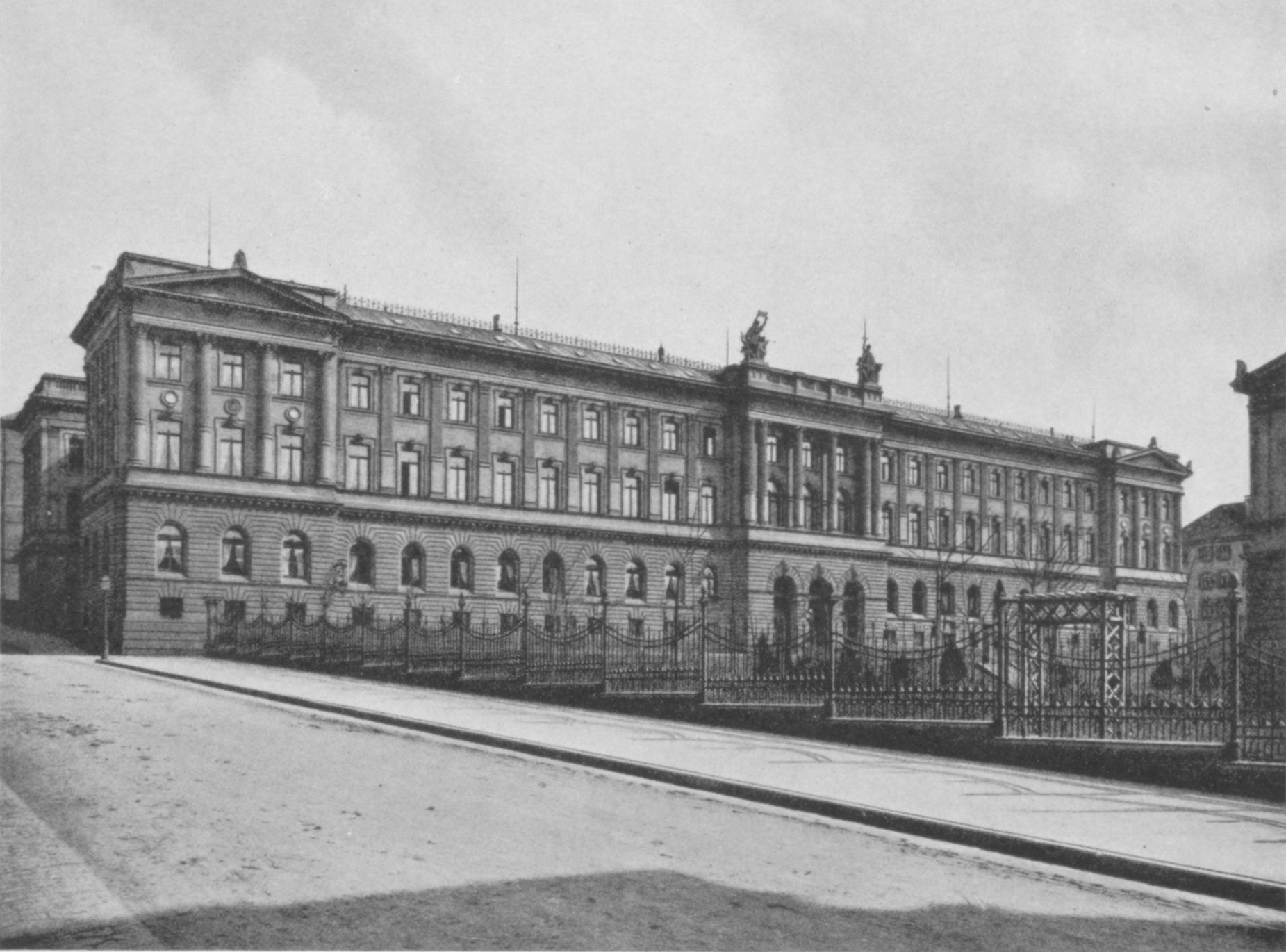
Justizgebäude, 1879–1944, Ecke Urbanstraße (links) / Archivstraße, Foto 1889

Im Hinblick auf die Reform des Gerichtswesens durch die Reichsjustizgesetze wurde von 1875 bis 1879 an der Urbanstraße zwischen Ulrichstraße und Archivstraße ein neues Gerichtsgebäude errichtet, das ab 1879 das Oberlandesgericht und das Landgericht aufnahm. Das Justizgebäude wurde nach den Plänen des Architekten Theodor von Landauer, damals württembergischer Oberbaurat, auf dem Gelände des heutigen Justizviertels als prunkvoller, palastähnlicher Bau im Stil der Hochrenaissance Palladios erbaut. Die vier Außenflügel und ein Mittelbau schlossen zwei quadratische Innenhöfe ein, von denen der nördliche als Hinrichtungsstätte benutzt wurde. Das Justizgebäude enthielt neben zahlreichen Amtsräumen einen Schwurgerichtssaal und acht weitere Verhandlungsräume. Zwei allegorische Figuren „Gerechtigkeit und Gesetz“ des Bildhauers Karl Kopp schmückten die Attika des Mittelbaus an der Hauptfront zur Archivstraße. Ein T-förmiger Bau hinter dem Justizgebäude, der 1878 bis 1880 ebenfalls nach Plänen von Landauer errichtet wurde, diente als Gefängnis. Es war durch einen unterirdischen Gang mit dem Hauptbau verbunden. Das Justizgebäude wurde 1944 fast vollständig zerstört. Die erhaltenen Umfassungsmauern wurden abgetragen, als in den 1950er Jahren die Neubauten von Oberlandesgericht und Landgericht errichtet wurden.

### Nationalsozialismus (1933–1945)
Über das Personal des Oberlandesgerichts und die bearbeiteten Verfahren in der Zeit des Nationalsozialismus ist nur wenig bekannt, weil viele Akten im Krieg vernichtet wurden. Durch die Verreichlichung der Justiz zum 1. April 1935 wurde die Justizhoheit von den Ländern auf das Reichsjustizministerium übertragen, damit wurde auch das Oberlandesgericht Stuttgart dem Reichsjustizministerium unterstellt, und die Funktion des früheren Landesjustizministers ging auf den Oberlandesgerichtspräsidenten über. Auf Grund des Gesetzes zur Wiederherstellung des Berufsbeamtentums von 1933 und des Reichsbürgergesetzes von 1935 wurden die jüdischen Beschäftigten aus dem Dienst entfernt.
Im Justizgebäude tagte ab 1933 neben dem Landgericht und dem Oberlandesgericht auch das Sondergericht Stuttgart unter dem Vorsitzenden Hermann Cuhorst, das im Bezirk des Oberlandesgerichts Stuttgart außerhalb der ordentlichen Gerichtsbarkeit für Strafverfahren und politische Verfahren zuständig war. „Daneben war auch ein Strafsenat des OLG Stuttgart als Staatsschutzsenat unter dem Vorsitzenden Cuhorst für die Aburteilung von Taten im Bereich des Hoch- und Landesverrats zuständig. Soweit die Angeklagten nicht mit dem Tode bestraft wurden, sondern ‚nur’ mit mehrjährigen Freiheitsstrafen, folgte der Strafverbüßung oft die Überführung ins Konzentrationslager, wenn nicht zuvor Polizei oder Gestapo die aus ihrer Sicht zu milden Urteile durch Erschießung ‚auf der Flucht’ oder ‚wegen Widerstands’ ‚korrigierten’“.
Der Amtssitz des Oberlandesgerichtspräsidenten Otto Küstner war von 1935 bis 1944 der Prinzenbau am Schillerplatz in Stuttgart, der 1944 bei einem Bombenangriff bis auf die Außenmauern zerstört wurde. Heute beherbergt der Prinzenbau das Justizministerium Baden-Württemberg.

### Nachkriegszeit
Nach dem Zweiten Weltkrieg wurde das Gericht zunächst durch die Alliierten mit auswärtigen Senaten in Karlsruhe als gemeinsames Gericht für Württemberg-Hohenzollern und Württemberg-Baden errichtet. Der Zusammenschluss der Südweststaaten zum Land Baden-Württemberg im Jahr 1952 führte dann mit dem Gesetz über die Oberlandesgerichte vom 27. April 1953 auch zu einer Neuordnung der Justiz, die den ehemals hauptsächlich württembergischen Landesteil dem Bezirk des Oberlandesgerichts Stuttgart und den ehemals hauptsächlich badischen Landesteil dem Bezirk des Oberlandesgerichts Karlsruhe zuwies. Das Oberlandesgericht Tübingen wurde aufgelöst und 1954 dem Oberlandesgericht Stuttgart angegliedert.
Bekannt wurde der Staatsschutzsenat des Oberlandesgerichts Stuttgart vor allem durch den Fall des Stammheim-Prozesses gegen die Mitglieder der Rote Armee Fraktion (RAF). Die Verhandlungen des Senats finden oft aus Sicherheitsgründen in dem Mehrzweckgebäude des Oberlandesgerichts Stuttgart auf dem Gelände der Justizvollzugsanstalt in Stuttgart-Stammheim statt.
An seiner Spitze steht seit 2023 Andreas Singer.

### Leitung
Die Tabelle gibt Namen und Amtszeit der Präsidenten seit Einführung des Oberlandesgerichts Stuttgart 1879 an.
| → Spaltenlegende und -sortierung |                       |
| Legende |                       |
| \| von \| Jahr des Amtsbeginns. \| \| bis \| Jahr des Amtsendes. \|                                                                                           |                       |
| Sortierung |                       |
| - Eine Spalte sortieren: das Symbol im Spaltenkopf anklicken. - Nach einer weiteren Spalte sortieren: Umschalttaste gedrückt halten und das Symbol anklicken. |                       |
| von | Jahr des Amtsbeginns. |
| bis | Jahr des Amtsendes.   |

| \| von \| bis \| Name \| \| ---- \| ---- \| ----------------------- \| \| 1879 \| 1886 \| Maximilian von Kern \| \| 1886 \| 1894 \| Karl von Kohlhaas \| \| 1894 \| 1896 \| Theodor Köstlin \| \| 1896 \| 1900 \| Adolf von Hausch \| \| 1900 \| 1906 \| Friedrich von Schmidlin \| \| 1906 \| 1920 \| Karl von Cronmüller \| \| 1920 \| 1926 \| Karl von Mandry \| \| 1927 \| 1933 \| Eugen Schmoller \| \| 1933 \| 1935 \| Erwin Hess \| \| 1935 \| 1945 \| Otto Küstner \| \| 1945 \| 1949 \| Hermann Adolf Steidle \| \| 1950 \| 1953 \| Robert Perlen \| \| 1953 \| 1964 \| Richard Schmid \| \| 1964 \| 1974 \| Karl Henn \| \| 1974 \| 1980 \| Helmut Horn \| \| 1980 \| 1989 \| Günther Weinmann \| \| 1989 \| 1996 \| Karlmann Geiß \| \| 1996 \| 2012 \| Eberhard Stilz \| \| 2013 \| 2017 \| Franz Steinle \| \| 2017 \| 2022 \| Cornelia Horz \| \| 2023 \| \| Andreas Singer \| |      |                         |
| von | bis  | Name                    |
| 1879 | 1886 | Maximilian von Kern     |
| 1886 | 1894 | Karl von Kohlhaas       |
| 1894 | 1896 | Theodor Köstlin         |
| 1896 | 1900 | Adolf von Hausch        |
| 1900 | 1906 | Friedrich von Schmidlin |
| 1906 | 1920 | Karl von Cronmüller     |
| 1920 | 1926 | Karl von Mandry         |
| 1927 | 1933 | Eugen Schmoller         |
| 1933 | 1935 | Erwin Hess              |
| 1935 | 1945 | Otto Küstner            |
| 1945 | 1949 | Hermann Adolf Steidle   |
| 1950 | 1953 | Robert Perlen           |
| 1953 | 1964 | Richard Schmid          |
| 1964 | 1974 | Karl Henn               |
| 1974 | 1980 | Helmut Horn             |
| 1980 | 1989 | Günther Weinmann        |
| 1989 | 1996 | Karlmann Geiß           |
| 1996 | 2012 | Eberhard Stilz          |
| 2013 | 2017 | Franz Steinle           |
| 2017 | 2022 | Cornelia Horz           |
| 2023 |      | Andreas Singer          |

### Allgemein
- Oberlandesgericht Stuttgart.
- Oberlandesgericht Stuttgart, Geschichtliches.
- Ortwin Henssler: 100 Jahre Gerichtsverfassung, Oberlandesgerichte Karlsruhe und Stuttgart 1879–1979. Villingen-Schwenningen 1979, S. 64, 74–75, 77.
- Theodor Knapp: Das württembergische Hofgericht zu Tübingen und das württembergische Privilegium de non appellando. In: Zeitschrift der Savigny-Stiftung für Rechtsgeschichte, Germanistische Abteilung, Jahrgang 48, 1928, S. 1–135, online.
- Eberhard Stilz (Herausgeber): Das Oberlandesgericht Stuttgart: 125 Jahre, 1879–2004. Villingen-Schwenningen 2004.
- Günther Weinmann: Das Oberlandesgericht Stuttgart von 1933 his 1945. In: #Stilz 2004, S. 37–62.

### Gebäude
- Gilbert Lupfer: Architektur der fünfziger Jahre in Stuttgart. Tübingen 1997, S. 237–243.
- Gustav Wais: Alt-Stuttgarts Bauten im Bild: 640 Bilder, darunter 2 farbige, mit stadtgeschichtlichen, baugeschichtlichen und kunstgeschichtlichen Erläuterungen. Stuttgart 1951, Nachdruck Frankfurt am Main 1977, S. 664.
- Martin Wörner, Gilbert Lupfer, Ute Schulz: Architekturführer Stuttgart. Berlin 2006, Nr. 61.